# Franck Jurietti
Franck Jurietti (Valence, 30 marzo 1975) è un ex calciatore francese, di ruolo difensore.

## Palmarès

### Club

#### Competizioni nazionali
- Campionato francese: 1

Bordeaux: 2008-2009
- Coppa di Lega francese: 2

Bordeaux: 2006-2007, 2008-2009
- Supercoppa francese: 3

Monaco: 2000
Bordeaux: 2008, 2009

#### Competizioni internazionali
- Coppa Intertoto UEFA: 1

Bastia: 1997